# Creu de terme de Ribera de Cardós
La creu de terme de Ribera de Cardós és una creu de terme medieval del segle xv, situada al centre de la vila de Ribera de Cardós, en el terme municipal de Vall de Cardós, a la comarca del Pallars Sobirà, dins de l'antic terme de Ribera de Cardós. Està troba legalment protegida com a bé cultural d'interès nacional des de l'any 1963.

## Descripció
Es tracta d'una creu gòtica sobre un alt pilar de granit tallat toscament, amb gravats de difícil lectura i un escut. Està esculpida i retallada en un bloc de pedra llicorella grisa, amb quatre braços formats cadascun per lòbuls inscrits en un quadrat, i amb un cordó trenat que emmarca la composició. A l'envers s'hi representa en relleu un sant Crist clavat a la creu, de braços desiguals, i a l'extrem superior hi penja una cartel·la amb les inicials INRI, sobre mateix del cap lleugerament decantat del Crist. Aquesta figura es presenta amb llarga cabellera, mans exageradament grans, el tors nu en el qual es marquen les costelles, faldellí i cames massa curtes respecte a les mides del cos. Al revers es troba la figura de la Mare de Déu amb l'Infant al braç, sobre una mènsula amb suport en forma de cap humà, i protegida a la part superior per un baldaquí gòtic. A banda i banda de la figura hi ha dos escuts.

Detalls de l'envers i revers
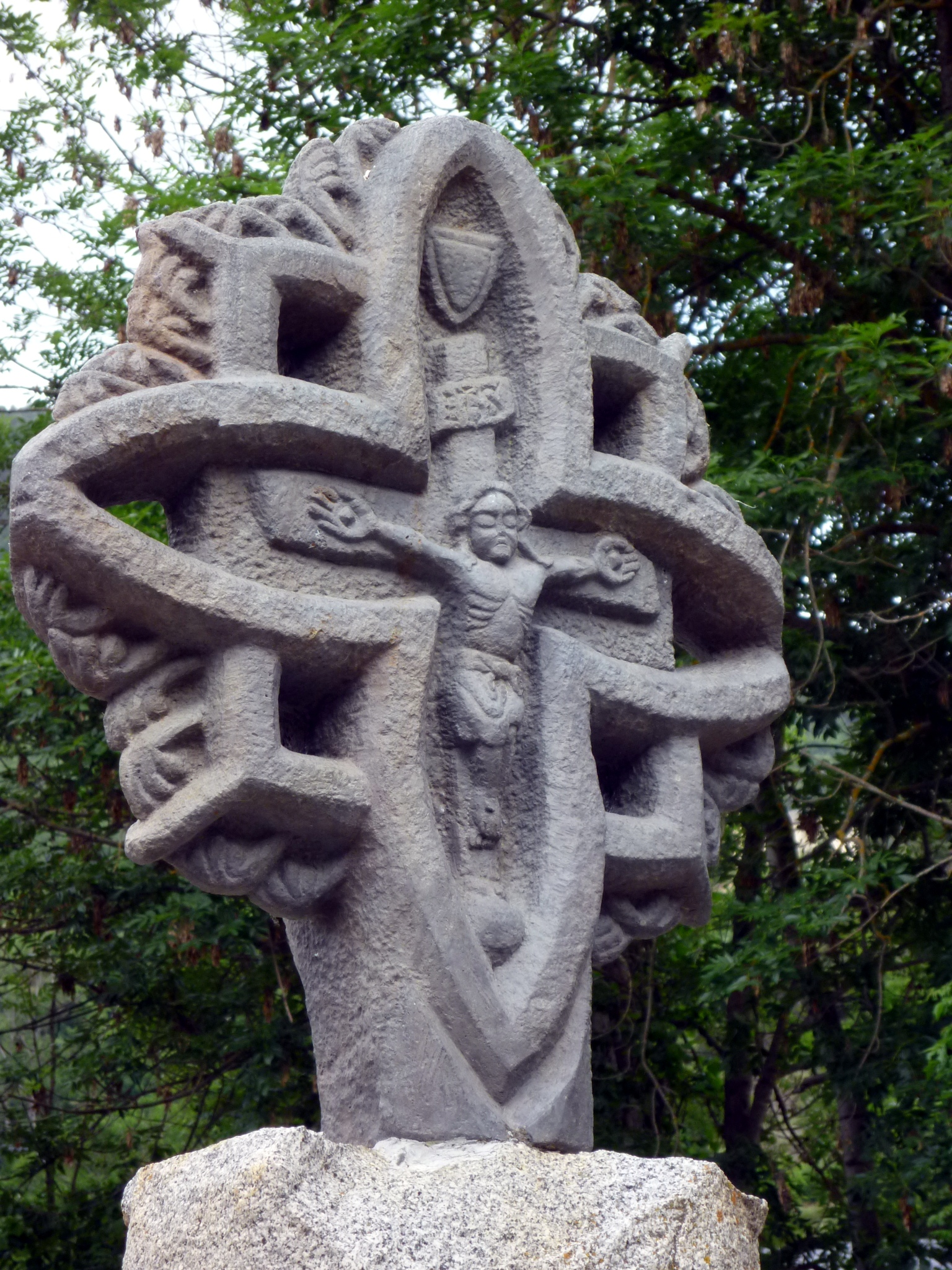
Envers, Crist a la creu
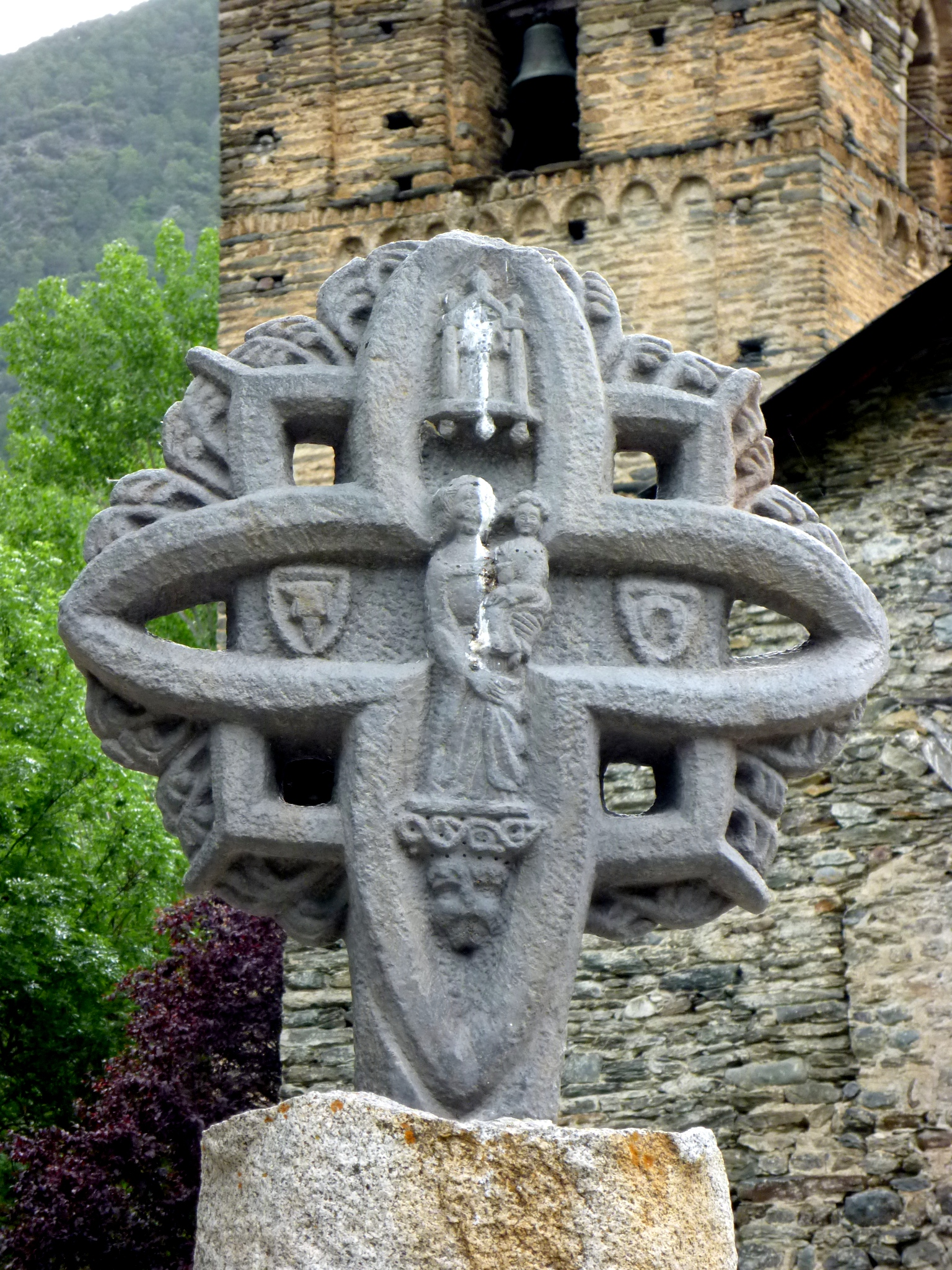
Revers, Mare de Déu amb el nen al braç

## Història
Antigament es trobava a l'entrada de la vall de Cardós, en un lloc engorjat denominat Forat de Cardós, límit del terme. Una rèplica de la creu es va col·locar a la plaça Major, i posteriorment es va traslladar davant de l'església parroquial de Santa Maria. L'original està ubicada a la plaça de Mn. Cinto Verdaguer —una placeta propera a la carretera— dintre d'una vitrina; només éstà classificada com a monument històric aquesta.